# قاضی شیطان
قاضی شیطان (کره‌ای: 악마판사، انگلیسی: The Devil Judge) یک مجموعهٔ تلویزیونی کره جنوبی سال ۲۰۲۱ با بازی جی سونگ، کیم مین جونگ، پارک جین یونگ و پارک گیو یونگ است. این مجموعه از ۳ ژوئیه تا ۲۲ اوت ۲۰۲۱، شنبه و یکشنبه‌ها ساعت ۲۱:۰۰ (کی‌اس‌تی) از تی‌وی‌ان برای ۱۶ قسمت روی آنتن رفت. یک وب‌تون اقتباسی نیز در دست ساخت است. این مجموعه همچنین برای استریم در آی‌چی‌یی در مناطق منتخب در دسترس است.

## خلاصه داستان
این مجموعه در یک نسخهٔ ویران‌شهر از کره‌جنوبی اتفاق می‌افتد، جایی که مردم نسبت به رهبرانشان نفرت دارند و در هرج و مرج زندگی می‌کنند. محاکمات از طریق یک برنامهٔ زنده در سالن دادگاه که از تلویزیون پخش می‌شود، برگزار می‌شوند.

## بازیگران

### اصلی
- جی سونگ در نقش کانگ یو هان، یک قاضی ارشد که بدون هیچ رحم و شفقتی مجازات می‌کند، به این ترتیب به عنوان قهرمان مردم، شهرت به دست می‌آورد. با این حال، او سابقهٔ مرموزی دارد و انگیزه و جاه‌طلبی حقیقی خود را پنهان می‌کند.
- کیم مین جونگ در نقش جونگ سون آه، بزرگترین رقیب کانگ یو هان.
  - کیم گا یون در نقش کودکی جونگ سون آه[۸]
- پارک جین یونگ در نقش کیم گا اون/کانگ آیزاک
  - سو وو جین در نقش کودکی کانگ آیزاک
  - چا یو جین در نقش نوجوانی کانگ آیزاک
- پارک گیو یونگ در نقش یون سو هیون، دوست دوران کودکی گا اون.